# Naturbahnrodel-Weltmeisterschaft 2000
Die 12. FIL Naturbahnrodel-Weltmeisterschaft 2000 fand vom 28. bis 30. Januar auf der Rodelbahn Panorama in Olang in Südtirol, Italien statt. Von den drei Wettbewerben konnten Italien, Österreich und Russland jeweils einen gewinnen. Die erfolgreichste Nation mit insgesamt vier Medaillen war Österreich. Neben diesen drei Ländern, die zuvor alle Medaillen bei Naturbahnrodel-Weltmeisterschaften gewonnen hatten, ging in diesem Jahr erstmals eine Medaille an Polen.

## Einsitzer Herren
| Platz | Name                  | Zeit          |
| ----- | --------------------- | ------------- |
| 01    | Gerald Kallan         | 3:23,67 min   |
| 02    | Gerhard Pilz          | + 00,03 s     |
| 03    | Anton Blasbichler     | + 00,67 s     |
| 04    | Reinhard Gruber       | + 01,09 s     |
| 05    | Robert Batkowski      | + 01,34 s     |
| 06    | Ferdinand Hirzegger   | + 01,94 s     |
| 07    | Martin Gruber         | + 02,47 s     |
| 08    | Gernot Schwab         | + 02,91 s     |
| 09    | Roland Kallan         | + 03,16 s     |
| 10    | Andreas Castiglioni   | + 03,58 s     |
| 11    | Gašper Benedik        | + 03,97 s     |
| 12    | Borut Fejfar          | + 04,13 s     |
| 13    | Daniel Quitta         | + 04,14 s     |
| 14    | David Mair            | + 04,62 s     |
| 15    | Marcus Grausam        | + 04,83 s     |
| 16    | Grega Spendov         | + 05,64 s     |
| 17    | Borut Kralj           | + 05,97 s     |
| 18    | Florian Breitenberger | + 06,48 s     |
| 19    | Patrick Clemens       | + 07,70 s     |
| 20    | Tomi Ahonen           | + 07,84 s     |
| 21    | Knut Solheim          | + 08,43 s     |
| 22    | Bostjan Vizjak        | + 09,51 s     |
| 23    | Denis Alimow          | + 09,93 s     |
| 24    | Alexei Lebedew        | + 10,60 s     |
| 25    | Waldemar Siąkała      | + 10,85 s     |
| 26    | Luis Reichl           | + 11,14 s     |
| 27    | Roman Molwistow       | + 11,77 s     |
| 28    | Michael Törnquist     | + 12,40 s     |
| 29    | Corey Pusey           | + 12,56 s     |
| 30    | Hansjörg Mühlbacher   | + 12,58 s     |
| 31    | Kristian Roel         | + 12,92 s     |
| 32    | Georg Maurer          | + 13,07 s     |
| 33    | Stephan Melliger      | + 14,98 s     |
| 34    | Andrew Kolody         | + 16,39 s     |
| 35    | Krzysztof Pisuk       | + 18,39 s     |
| 36    | Iwan Lasarew          | + 18,47 s     |
| 37    | Stuart Robinson       | + 18,91 s     |
| 38    | John Gibson           | + 19,39 s     |
| 39    | Hans-Rudolf Baumann   | + 19,71 s     |
| 40    | Tobias Kern           | + 19,85 s     |
| 41    | Ted Allen             | + 20,22 s     |
| 42    | Joshua Reinaas        | + 21,07 s     |
| 43    | Sebastian Jeziorko    | + 23,84 s     |
| 44    | Alexander Sitow       | + 25,08 s     |
| 45    | Petr Pulcer           | + 27,69 s     |
| 46    | Lukáš Ševít           | + 28,89 s     |
| 47    | Edgars Musperts       | + 29,06 s     |
| 48    | Tomáš Papiorek        | + 30,29 s     |
| 49    | Eddy Dunlop           | + 30,37 s     |
| 50    | Makis Nimanis         | + 30,93 s     |
| 51    | Peter Stiepan         | + 31,17 s     |
| 52    | Robi Kalisnik         | + 32,55 s     |
| 53    | John Gannon           | + 33,55 s     |
| 54    | David Sjödin          | + 33,67 s     |
| 55    | Nick Schellenberg     | + 37,99 s     |
| 56    | Emil Radew            | + 45,69 s     |
| 57    | Emil Lasarow          | + 48,15 s     |
| 58    | Dessislaw Charlow     | + 48,88 s     |
| 59    | Jewhen Bilonenko      | + 50,90 s     |
| 60    | Alex Ogilvie          | + 1:00,83 min |
| --    | Ben Heijmeijer        | DNF (2. Lauf) |
| --    | Michael Price         | DNF (1. Lauf) |
| --    | Andrij Hitaylo        | DNF (1. Lauf) |
| --    | Fredi Tompinas        | DNS (1. Lauf) |
| --    | Victor Galescu        | DNS (1. Lauf) |
| --    | Damian Waniczek       | DNS (1. Lauf) |
| --    | Louis Alain           | DNS (1. Lauf) |
| --    | Ivar Dijk             | DNS (1. Lauf) |
| --    | Andrzej Laszczak      | DNS (1. Lauf) |
| --    | Rosen Zlatew          | DNS (1. Lauf) |

Weltmeister im Einsitzer der Herren wurde mit Laufbestzeit im ersten von drei Wertungsdurchgängen der Österreicher Gerald Kallan. Für ihn war es die erste WM-Medaille. Platz zwei erreichte der fünffache Weltmeister Gerhard Pilz, ebenfalls aus Österreich, der trotz der Bestzeiten im zweiten und dritten Durchgang seinen Rückstand aus dem ersten Lauf nicht mehr aufholen konnte. Anton Blasbichler aus Italien gewann Bronze und damit seine dritte Medaille bei Weltmeisterschaften. Der Titelverteidiger Reinhard Gruber wurde Vierter.

## Einsitzer Damen
| Platz | Name                   | Zeit          |
| ----- | ---------------------- | ------------- |
| 01    | Jekaterina Lawrentjewa | 3:28,30 min   |
| 02    | Sonja Steinacher       | + 00,71 s     |
| 03    | Elvira Holzknecht      | + 01,85 s     |
| 04    | Sandra Mariner         | + 02,58 s     |
| 05    | Ljubow Panjutina       | + 03,31 s     |
| 06    | Erna Schweigl          | + 03,40 s     |
| 07    | Marlies Wagner         | + 03,73 s     |
| 08    | Simona Martin          | + 04,74 s     |
| 09    | Polina Danilewskaja    | + 07,34 s     |
| 10    | Sabine Kogler          | + 07,98 s     |
| 11    | Magdalena Hula         | + 08,55 s     |
| 12    | Julija Wetlowa         | + 09,06 s     |
| 13    | Ewelina Żurek          | + 12,85 s     |
| 14    | Lorraine Thirsk        | + 14,85 s     |
| 15    | Ursina Schneider       | + 20,55 s     |
| 16    | Jenny Hultman          | + 21,80 s     |
| 17    | Michaela Maurer        | + 21,99 s     |
| 18    | Jekaterina Zaroutskaja | + 30,98 s     |
| --    | Kristine Pudogina      | DNF (2. Lauf) |
| --    | Christa Gietl          | DNS (1. Lauf) |
| --    | Mirela Stramaturaru    | DNS (1. Lauf) |

Im Einsitzer der Damen wurde die Russin Jekaterina Lawrentjewa mit Laufbestzeiten in allen drei Wertungsdurchgängen zum ersten Mal Weltmeisterin. Mit der jeweils zweitbesten Zeit holte Sonja Steinacher aus Italien Silber. Bei der vorherigen Weltmeisterschaft 1998 war sie bereits Dritte geworden. Die Bronzemedaille gewann die Österreicherin Elvira Holzknecht mit der jeweils drittbesten Laufzeit. Für sie war es die dritte und zugleich letzte Medaille bei Weltmeisterschaften, nachdem sie 1992 und 1996 Silber gewonnen hatte. Die Titelverteidigerin Ljubow Panjutina belegte Rang fünf.

## Doppelsitzer
| Platz | Name                                   | Zeit        |
| ----- | -------------------------------------- | ----------- |
| 01    | Armin Mair – David Mair                | 2:22,43 min |
| 02    | Reinhard Beer – Herbert Kögl           | + 0,75 s    |
| 03    | Andrzej Laszczak – Damian Waniczek     | + 0,87 s    |
| 04    | Peter Lechner – Peter Braunegger       | + 1,22 s    |
| 05    | Harald Kleinhofer – Gerhard Mühlbacher | + 1,49 s    |
| 06    | Denis Alimow – Roman Molwistow         | + 2,13 s    |
| 07    | Thomas Graf – Michael Graf             | + 3,21 s    |
| 08    | Eddy Perrin – Emanuele Giannelli       | + 3,43 s    |
| 09    | Alexei Lebedew – Iwan Lasarew          | + 5,17 s    |
| 10    | Alexander Sitow – Sergei Garipow       | ?           |
| 11    | Sebastian Jeziorko – Krzysztof Pisuk   | ?           |

Den Doppelsitzerbewerb gewannen Armin Mair und David Mair aus Italien, die schon nach dem ersten von zwei Wertungsläufen in Führung lagen. Das österreichische Doppelsitzerpaar Reinhard Beer und Herbert Kögl konnte sich nach Rang fünf im ersten Lauf mit der schnellsten Zeit im zweiten Durchgang noch auf Platz zwei vorarbeiten. Die Bronzemedaille ging an Andrzej Laszczak und Damian Waniczek, die damit die erste Medaille bei Naturbahnrodel-Weltmeisterschaften für Polen gewannen.

## Medaillenspiegel
| Platz | Land       | Gold | Silber | Bronze | Gesamt |
| ----- | ---------- | ---- | ------ | ------ | ------ |
| 1.    | Österreich | 1    | 2      | 1      | 4      |
| 2.    | Italien    | 1    | 1      | 1      | 3      |
| 3.    | Russland   | 1    | -      | -      | 1      |
| 4.    | Polen      | -    | -      | 1      | 1      |